# 534390 Huningsheng
534390 Huningsheng este o planetă minoră (asteroid) din centura de asteroizi. A fost descoperită pe 19 august 2010 la Xuyi County⁠(d) de  și a fost numită după Hu Ningsheng⁠(d). 
Obiectul prezintă o orbită caracterizată de o semiaxă mare de 2,4209737420491 UAi, o excentricitate de 0,23405979630183, o înclinație de 6,1546765056314 ° în raport cu ecliptica.